# Stazione di Caldosa
La stazione di Caldosa è una fermata ferroviaria situata nel comune di Arzachena lungo la ferrovia Sassari-Tempio-Palau, utilizzata esclusivamente per i servizi turistici legati al Trenino Verde.

## Storia

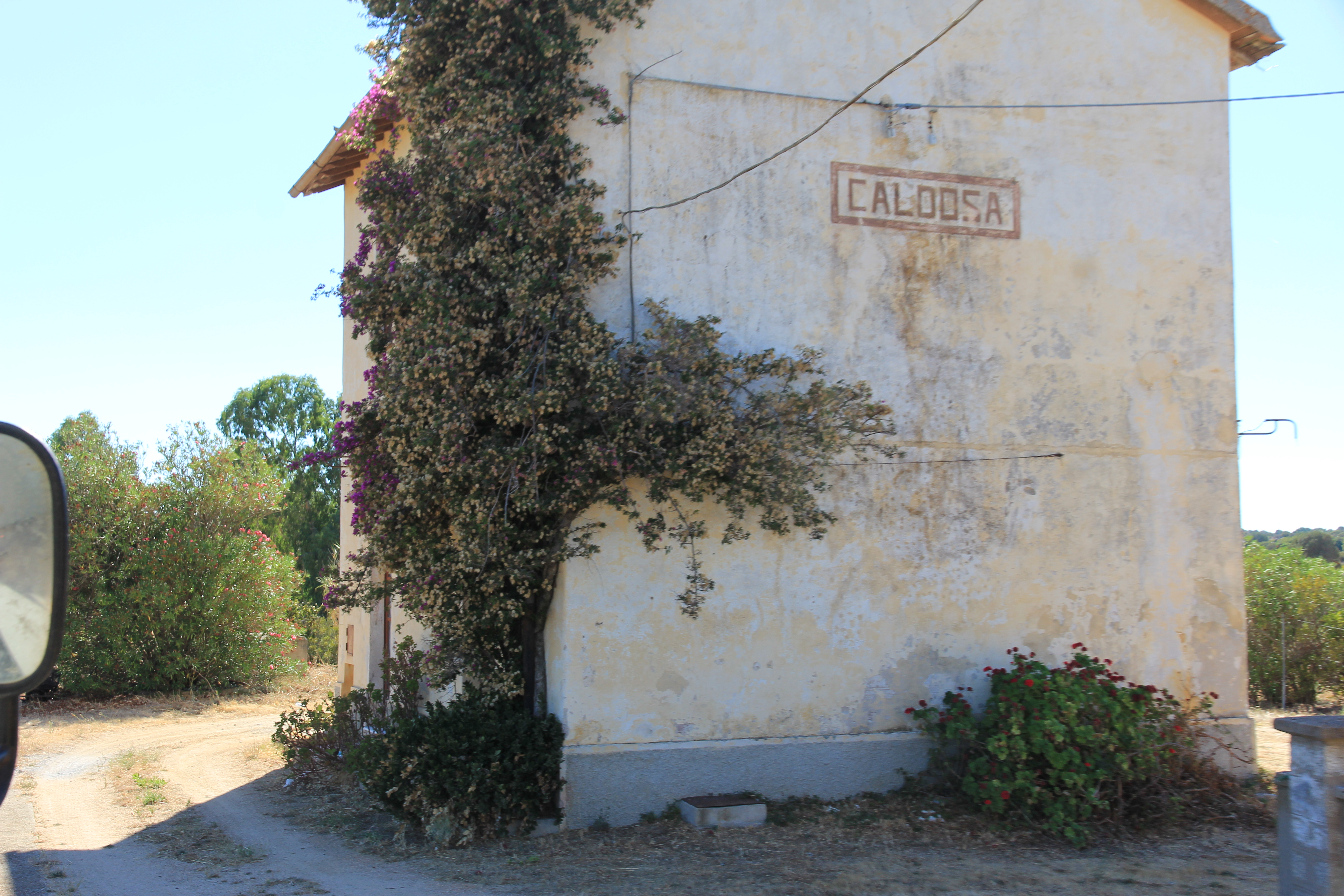
Il fabbricato viaggiatori della fermata

La fermata venne costruita in contemporanea con la ferrovia tra Sassari e Palau tra gli anni venti e trenta del Novecento ad opera delle Ferrovie Settentrionali Sarde, che dell'impianto furono anche il primo gestore. Le FSS inaugurarono lo scalo insieme alla porzione terminale della linea, tra Luras e Palau, il 18 gennaio 1932, e nei primi anni di esercizio la fermata di Caldosa fu impiegata come fermata a richiesta. La gestione di linea e impianto passò poi alle Strade Ferrate Sarde nel 1933, e da questa società alle Ferrovie della Sardegna nel 1989.
Lo scalo venne utilizzato per i servizi di trasporto pubblico sino al 16 giugno 1997, data in cui il tronco tra Nulvi e Palau della linea, comprendente la fermata di Caldosa, venne chiuso al traffico ordinario restando in uso esclusivamente per i servizi turistici del Trenino Verde. Dal 2010 la fermata è gestita dall'ARST.

## Strutture e impianti

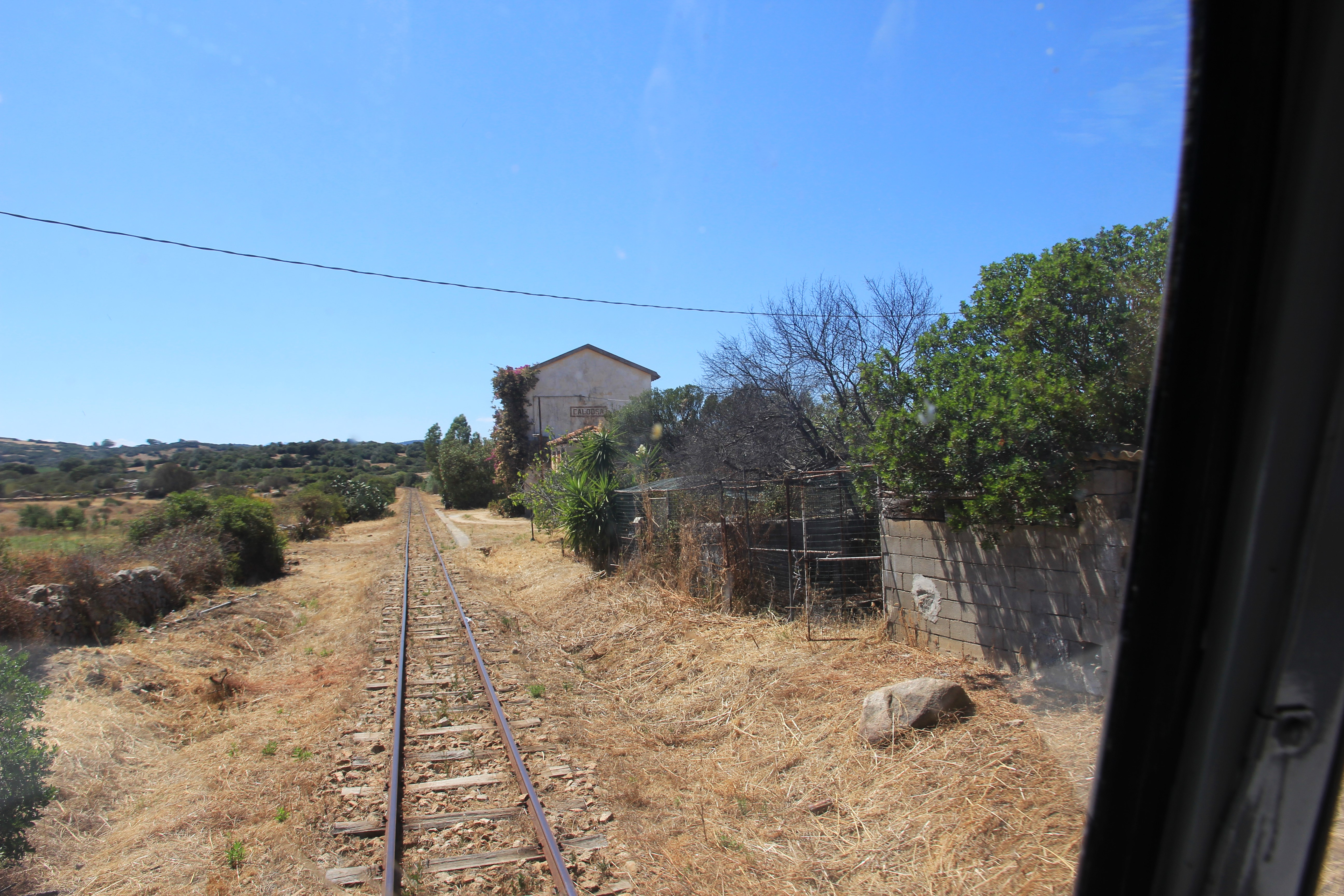
Vista d'insieme dello scalo, avente conformazione di fermata

Lo scalo si trova a sud-ovest dell'abitato di Arzachena e presenta configurazione di fermata passante. Nell'impianto è quindi presente il solo binario di corsa avente scartamento da 950 mm, affiancato da una banchina.
La fermata, impresenziata, è dotata di un fabbricato viaggiatori (chiuso al pubblico) avente sviluppo su due piani con pianta quadrata e tetto a falde, con due luci sul lato binari. Presente inoltre un ulteriore locale per i servizi igienici.

## Movimento
Servita in passato dai treni per il servizio di trasporto pubblico delle varie concessionarie ferroviarie che hanno gestito la linea, la fermata dal giugno 1997 è utilizzata esclusivamente per le relazioni turistiche del Trenino Verde, effettuate a partire dal 2010 a cura dell'ARST.

## Servizi
La fermata è dotata di servizi igienici, sebbene di norma non accessibili all'utenza.
- Servizi igienici